# Conocara salmoneum
Conocara salmoneum is een straalvinnige vissensoort uit de familie van gladkopvissen (Alepocephalidae). De wetenschappelijke naam van de soort is voor het eerst geldig gepubliceerd in 1897 door Gill & Townsend.